# Труцци, Жижетто
Джидже́тто Тру́цци (в России — Жиже́тто; итал. Gigetto Truzzi; 1865—1925) — итальянский и российский цирковой артист, представитель цирковой династии Труцци. 

## Биография
Родился в семье Анри Александра Франкони — выходца из знаменитой итальянской и французской цирковой династии Франкони, члены которой основали в Париже знаменитый цирк «Олимпик». Мать Джиджетто — Луиза Бузани (1842—1917) также была цирковой артисткой, наездницей. После смерти отца мать вторично вышла замуж за циркового артиста Массимилиано Труцци (в России — Максимилиано). В 1880 году отчим Джиджетто получил приглашение от антрепренёра Альберта Вильгельмовича Саламонского выступить в Российской империи. После окончания гастролей семья решила остаться в России, и в середине 1880-х годов отчим открыл свой собственный цирк в Воронеже. После смерти Максимилиано в 1899 году Жижетто в течение нескольких лет был руководителем цирка «Братья Труцци», в котором выступал вместе с братьями Рудольфо и Энрико. В цирке братьев Труцци начинали свою цирковую деятельность такие известные впоследствии цирковые артисты, как клоуны Анатолий Леонидович Дуров и Сергей Сергеевич Альперов.
После раздела цирка между братьями создал собственную труппу и гастролировал с ней преимущественно по южным губерниям Российской империи. В 1915 году основал цирк в Екатеринославе (современный Днепр). Жижетто Труцци выступал в качестве наездника. Его коронным номером было исполнение подряд нескольких сальто через ленты с последующим приземлением на лошадь. После Октябрьской революции братья Труцци бежали из страны. Они уехали через Константинополь в Италию, потеряв бо́льшую часть своего состояния.
Сын Жижетто Вильямс Жижеттович Труцци стал известным дрессировщиком лошадей и цирковым руководителем, он управлял последовательно Севастопольским, Московским и Ленинградским цирками, затем был арт-директором Центрального управления государственных цирков, а также ставил собственные цирковые представления-пантомимы.